# غراس زادي
غراس زادي (بالفرنسية: Grâce Zaadi)‏ مواليد 7 يوليو 1993 في كوركورون، فرنسا، هي لاعبة كرة يد فرنسية تلعب كوسط مدافع. مثلت منتخب فرنسا لكرة اليد للسيدات. شاركت في دورة الألعاب الأولمبية الصيفية سنة 2016.

## سجل المنافسة
شاركت في البطولات التالية:
- الألعاب الأولمبية الصيفية 2016
- بطولة العالم لكرة اليد للسيدات 2013
- بطولة العالم لكرة اليد للسيدات 2015
- بطولة أوروبا لكرة اليد للسيدات 2014
- بطولة أوروبا لكرة اليد للسيدات 2016

## الميداليات
| الميدالية | المسابقة                            |
| --------- | ----------------------------------- |
| فضية      | الألعاب الأولمبية الصيفية 2016      |
| برونزية   | بطولة أوروبا لكرة اليد للسيدات 2016 |

## روابط خارجية
- غراس زادي على موقع الاتحاد الدولي لكرة اليد (الإنجليزية)
- غراس زادي على موقع الاتحاد الأوروبي لكرة اليد (الإنجليزية)
- غراس زادي على موقع اللجنة الأولمبية الدولية (الإنجليزية)
- غراس زادي على موقع أوليمبيديا (الإنجليزية)
- غراس زادي على موقع اللجنة الأولمبية الفرنسية (مؤرشف) (الفرنسية)